# Currarong
Currarong är en ort i Australien. Den ligger i kommunen Shoalhaven Shire och delstaten New South Wales, i den sydöstra delen av landet, omkring 130 kilometer söder om delstatshuvudstaden Sydney. Antalet invånare är 512.
Trakten är glest befolkad. Närmaste större samhälle är Shoalhaven Heads, omkring 20 kilometer norr om Currarong. 
I omgivningarna runt Currarong växer i huvudsak städsegrön lövskog. Genomsnittlig årsnederbörd är 1 488 millimeter. Den regnigaste månaden är mars, med i genomsnitt 218 mm nederbörd, och den torraste är juli, med 41 mm nederbörd.